# Giacomo Bellei
Giacomo Bellei (ur. 7 lutego 1988 w Zevio) – włoski siatkarz, grający na pozycji atakującego. 

## Sukcesy klubowe
Superpuchar Włoch:
- 2006

Puchar Challenge:
- 2016

## Sukcesy reprezentacyjne
Mistrzostwa Europy Juniorów:
- 2006